# 三吉致高
三吉 致高（みよし むねたか)は、戦国時代の武将。備後国三次郡三吉郷の比叡尾山城を本拠とする国人・三吉氏の当主。初めは山名氏、後に大内氏、尼子氏に属し、毛利氏の家臣となる。三吉豊高の長男。

## 生涯
備後国三次郡三吉郷の比叡尾山城を本拠とする国人・三吉氏の当主である三吉豊高の子として生まれる。備後守護である山名致豊の偏諱を受けて「致高」と名乗った。
永正5年（1508年）、足利義尹（義稙）を擁する大内義興に従って上洛した。
永正10年（1513年）の石見二ツ山城の戦いでは高橋元光を討ち取る戦功を挙げ、永正13年（1516年）の志和地長野の戦いでは、宍戸元源と結んで毛利興元と戦った。永正15年（1518年）の赤屋館の戦いでは、尼子経久麾下の備後国の国人・木梨匡信の攻撃を受けた赤屋館を毛利興元と共に支援した。
天文9年（1540年）の吉田郡山城の戦いの前哨戦である宍戸氏の祝屋城攻撃、そして本戦である吉田郡山城の戦いにおいては尼子晴久に従って先導役を務めたが、天文11年（1542年)の第一次月山富田城の戦いでは大内氏に味方して、尼子晴久と戦った。
天文13年（1544年）、尼子晴久が備後国へ侵攻し、致高の居城・比叡尾山城を攻撃するため、比叡尾山城から3里離れた備後国双三郡布野へ着陣。尼子軍の備後侵攻の急報を受けた毛利元就は、福原貞俊と児玉就忠を大将とし、井上光利、粟屋元堅、粟屋元良、福原元勝、長屋吉親らを加えた1000余を援軍として派遣し、備後国の国人である上山広信もこれに加わった。三吉・毛利・上山連合軍は同年7月28日に尼子氏家臣の牛尾幸清や平野又右衛門らが率いる尼子軍と布野で戦ったが敗北。福原貞俊と児玉就忠は重傷を負い、上山広信、井上光利、粟屋元堅、粟屋元良、福原元勝、長屋吉親、荘俊正らが戦死する大敗を喫した（布野崩れ）。毛利氏と上山氏の援軍を失い追い詰められた致高だったが、翌7月29日に500の兵を率いて尼子陣営に奇襲を仕掛けた。この奇襲によって、前日の大勝で油断していた尼子軍は総崩れとなり、出雲国へ退却。致高は更に尼子軍を追撃し、尼子氏家臣の黒田与二郎以下多数の将兵を討ち取った。これにより尼子軍の侵攻を食い止めることに成功する。
天文20年（1551年）9月1日の大寧寺の変で大内義隆が自害すると毛利氏への接近を強め、天文22年（1553年）4月3日に息子の隆亮と共に毛利元就・隆元父子に面会し、忠勤を誓約する起請文を提出して毛利氏に帰属した。また、娘（あるいは、一族の娘）を元就の側室とした。
弘治2年 (1556年)には隆亮と共に金銅製の板塔婆を熊野神社に寄進している。
没年は不明。子の隆亮が後を継いだ。

## 参考資料
- 三卿伝編纂所編、渡辺世祐監修『毛利元就卿伝』（マツノ書店、1984年）
- 『歴史群像シリーズ9 毛利元就―西国の雄、天下への大知略』（学習研究社、1988年）
- 『歴史群像シリーズ49 毛利戦記―大内、尼子を屠った元就の権謀』（学習研究社、1997年）